# Saltator nigriceps
Saltator nigriceps là một loài chim trong họ Thraupidae.